# Natalia Botello
Natalia Botello Cervantes (Baja California, 6 de agosto de 2002) es una esgrimista mexicana medallista que ha representado a México en diversas competencias nacionales e internacionales, incluyendo el Campeonato Panamericano Juvenil y los Juegos Olímpicos de la Juventud. En 2018 ganó la medalla de plata en la categoría femenina de sable en los Juegos Olímpicos de la Juventud de Verano de 2018 celebrados en Buenos Aires, Argentina. También ganó la medalla de bronce en la categoría de equipos mixtos. En 2019 representó a México en los Juegos Panamericanos de 2019 en Lima, Perú en la categoría de sable femenino sin ganar una medalla. Es la primera campeona mundial juvenil y triple medallista en la historia de la esgrima en México.

## Biografía
Botello nació en Baja California, México. Desde una edad temprana mostró habilidad en diferentes disciplinas y deportes, siendo inicialmente atraída por el ballet y el raquetbol, Sin embargo, tras ser descubierta por un detector de talentos del Centro Nacional de Detección de Talentos y Alto Rendimiento (CNAR) en México, empezó a dedicarse por completo a la esgrima de alto rendimiento.
A los 14 años, participó en sus primeros campeonatos mundiales juveniles de esgrima en la Copa del Mundo Junior en Bulgaria, donde obtuvo una medalla de bronce en la categoría de sable para menores de 16 años y una medalla de oro al vencer a deportistas de 17 y 18 años en 12 combates.  
En 2017, Natalia fue galardonada con el prestigioso Premio Nacional del Deporte en la categoría de deporte no profesional, reconocimiento que ratificó su talento y dedicación en el ámbito deportivo. Al año siguiente, en los Juegos Olímpicos de la Juventud en Buenos Aires 2018, tuvo el honor de portar la bandera nacional al encabezar la delegación mexicana y obtuvo su primera medalla internacional al conseguir la medalla de plata en un evento organizado por el Comité Olímpico Internacional. Botello, fue subcampeona mundial juvenil de Torun, Polonia, en 2019.

## Reconocimientos
- Premio Luchador Olmeca (2021)[6]
- Premio Nacional del Deporte (2017)